# SM UC-75
SM UC-75 – niemiecki podwodny stawiacz min z okresu I wojny światowej, jedna z 64 zbudowanych jednostek typu UC II. Zwodowany 6 listopada 1916 roku w stoczni Vulcan w Hamburgu, został przyjęty do służby w Kaiserliche Marine 6 grudnia 1916 roku. W czasie służby operacyjnej w składzie 1. Flotylli U-Bootów Hochseeflotte i Flotylli Flandria okręt odbył 13 patroli bojowych, w wyniku których zatonęło 57 statków o łącznej pojemności 82 943 BRT i dwa okręty o łącznej wyporności 1555 ton, a 10 statków o łącznej pojemności 40 447 BRT zostało uszkodzonych. SM UC-75 zatonął 31 maja 1918 roku na Morzu Północnym staranowany przez brytyjski niszczyciel HMS „Fairy”.

## Projekt i budowa
Dokonania pierwszych niemieckich podwodnych stawiaczy min typu UC I, a także zauważone niedostatki tej konstrukcji, skłoniły dowództwo Cesarskiej Marynarki Wojennej z admirałem von Tirpitzem na czele do działań mających na celu budowę nowego, znacznie większego i doskonalszego typu okrętu podwodnego. Opracowany latem 1915 roku projekt okrętu, oznaczonego później jako typ UC II, tworzony był równolegle z projektem przybrzeżnego torpedowego okrętu podwodnego typu UB II. Głównymi zmianami w stosunku do poprzedniej serii były: instalacja wyrzutni torpedowych i działa pokładowego, zwiększenie mocy i niezawodności siłowni, oraz wzrost prędkości i zasięgu jednostki, kosztem rezygnacji z możliwości łatwego transportu kolejowego (ze względu na powiększone rozmiary).
SM UC-75 zamówiony został 12 stycznia 1916 roku jako jednostka z III serii okrętów typu UC II (numer projektu 41, nadany przez Inspektorat U-Bootów), w ramach wojennego programu rozbudowy floty . Został zbudowany w stoczni Vulcan w Hamburgu jako jeden z sześciu okrętów III serii zamówionych w tej wytwórni. UC-75 otrzymał numer stoczniowy 80 (Werk 80)  . Stępkę okrętu położono w 1916 roku , a zwodowany został 6 listopada 1916 roku. Koszt budowy okrętu wyniósł 2 mln 86 tys. marek.

## Dane taktyczno-techniczne
SM UC-75 był średniej wielkości przybrzeżnym okrętem podwodnym o konstrukcji dwukadłubowej. Długość całkowita wynosiła 50,45 metra, szerokość 5,22 metra i zanurzenie 3,65 metra . Wykonany ze stali kadłub sztywny miał 39,3 metra długości i 3,61 metra szerokości, a wysokość (od stępki do szczytu kiosku) wynosiła 7,46 metra . Wyporność w położeniu nawodnym wynosiła 410 ton, a w zanurzeniu 493 tony. Jednostka miała wysoki, ostry dziób przystosowany do przecinania sieci przeciwpodwodnych; do jej wnętrza prowadziły trzy luki: pierwszy przed kioskiem, drugi w kiosku, a ostatni w części rufowej, prowadzący do maszynowni . Cylindryczny kiosk miał średnicę 1,4 metra i wysokość 1,8 metra, obudowany był opływową osłoną . Okręt napędzany był na powierzchni przez dwa 6-cylindrowe, czterosuwowe silniki wysokoprężne Körting o łącznej mocy 440 kW (600 KM), a pod wodą poruszał się dzięki dwóm silnikom elektrycznym SSW o łącznej mocy 460 kW (620 KM) . Dwa wały napędowe obracały dwie śruby wykonane z brązu manganowego (o średnicy 1,9 metra i skoku 0,9 metra) . Okręt osiągał prędkość 11,8 węzła na powierzchni i 7,3 węzła w zanurzeniu . Zasięg wynosił 10 230 Mm przy prędkości 7 węzłów w położeniu nawodnym oraz 52 Mm przy prędkości 4 węzłów pod wodą . Zbiorniki mieściły 55 ton paliwa , a energia elektryczna magazynowana była w dwóch bateriach akumulatorów 26 MAS po 62 ogniwa, zlokalizowanych pod przednim i tylnym pomieszczeniem mieszkalnym załogi. Okręt miał siedem zewnętrznych zbiorników balastowych . Dopuszczalna głębokość zanurzenia wynosiła 50 metrów , a czas wykonania manewru zanurzenia 40 sekund.
Głównym uzbrojeniem okrętu było 18 min kotwicznych typu UC/200 w sześciu skośnych szybach minowych o średnicy 100 cm, usytuowanych w podwyższonej części dziobowej jeden za drugim w osi symetrii okrętu, pod kątem do tyłu (sposób stawiania – „pod siebie”). Układ ten powodował, że miny trzeba było stawiać na zaplanowanej przed rejsem głębokości, gdyż na morzu nie było do nich dostępu (co znacznie zmniejszało skuteczność okrętów). Wyposażenie uzupełniały dwie zewnętrzne wyrzutnie torped kalibru 500 mm (umiejscowione powyżej linii wodnej na dziobie, po obu stronach szybów minowych), jedna wewnętrzna wyrzutnia torped kal. 500 mm na rufie (z łącznym zapasem 7 torped) oraz umieszczone przed kioskiem działo pokładowe kal. 88 mm L/30, z zapasem amunicji wynoszącym 130 naboi . Okręt wyposażony był w dwa peryskopy Zeissa: wachtowy i bojowy oraz radiostację z podnoszonym masztem o wysokości 10 metrów. Wyposażenie uzupełniała kotwica grzybkowa o masie 272 kg .
Załoga okrętu składała się z 3 oficerów oraz 23 podoficerów i marynarzy.

## Służba

### 1916 rok
6 grudnia 1916 roku SM UC-75 został przyjęty do służby w Cesarskiej Marynarce Wojennej . Dowództwo jednostki objął por. mar. (niem. Oberleutnant zur See) Georg Paech .

### 1917 rok
13 stycznia 1917 roku dowodzący okrętem por. mar. Georg Paech został awansowany na stopień kpt. mar. (niem. Kapitänleutnant) . Z dniem 1 lutego, rozkazem szefa sztabu admiralicji niemieckiej z 12 stycznia tego roku, U-Booty należące do czterech flotylli Hochseeflotte, Flotylli Flandria i Flotylli Pola rozpoczęły nieograniczoną wojnę podwodną. Po okresie szkolenia okręt został 10 lutego przydzielony do 1. Flotylli U-Bootów Hochseeflotte . 17 marca nowym dowódcą U-Boota został mianowany por. mar. Johannes Lohs .
W dniach 22 marca – 4 kwietnia UC-75 przeprowadził operację bojową, stawiając u wschodniego wybrzeża Anglii pięć zagród składających się łącznie z 18 min. 25 marca w odległości 17 Mm na wschód od Peterhead U-Boot zatopił zbudowany w 1904 roku norweski parowiec „Marshall” o pojemności 1123 BRT, przewożący węgiel i pasażerów z Newcastle upon Tyne do Tromsø (nikt nie zginął) . Tego dnia okręt zatrzymał i zatopił trzy brytyjskie trawlery: zbudowany w 1887 roku „Industria” o pojemności 133 BRT (u wybrzeży Szkocji, łodzi z 9-osobową załogą nigdy nie odnaleziono) , pochodzący z 1908 roku „Median” o pojemności 214 BRT (30 Mm na południowy wschód od Aberdeen, nikt nie zginął)  i zbudowany w 1892 roku „Rosslyn” o pojemności 113 BRT (bez strat w ludziach, około 55 Mm na południowy wschód od Aberdeen) . Trzy dni później ten sam los spotkał kolejny, zbudowany w 1893 roku brytyjski trawler „Expedient” (145 BRT) – jednostkę opuściła dziewięcioosobowa załoga, ale nigdy ich nie odnaleziono . 29 marca w odległości 6 Mm na północ od Whitby UC-75 zatopił zbudowany w 1878 roku belgijski parowiec „Schaldis” o pojemności 1241 BRT, płynący z ładunkiem węgla z Dunston do Calais .
W maju 1917 roku UC-75 oraz pozostałe okręty wchodzące w skład 1. Flotylli (U-71, U-80, UC-29, UC-31, UC-33, UC-41, UC-42, UC-44, UC-45, UC-49, UC-50, UC-51, UC-55 i UC-77) postawiły wokół Wysp Brytyjskich 50 zagród minowych. 1 maja nieopodal przylądka Land’s End U-Boot zatrzymał i zatopił z działa pokładowego zbudowany w 1902 roku rosyjski żaglowiec „Alide” (175 BRT), przewożący stemple z La Rochelle do Cardiff . 3 maja w kanale La Manche okręt zatrzymał i zatopił siedem brytyjskich łodzi rybackich: „Carberry King” (31 BRT), „Eleanor” (31 BRT), „Fastnet” (31 BRT), „Hibernia” (21 BRT), „Lucky Lass” (10 BRT), „North Star” (15 BRT) i „Sir Edward Birkbeck” (23 BRT) . Nazajutrz UC-75 w odległości około 30 Mm na południe od Waterford zatrzymał i po zejściu załogi zatopił zbudowany w 1870 roku francuski żaglowiec „Marie” o pojemności 133 BRT, transportujący stemple z Camaret-sur-Mer . 5 maja U-Boot na południe od latarni morskiej Mine Head zatopił w ataku torpedowym brytyjski slup HMS „Lavender” o wyporności 1200 ton (na pozycji 51°55′N 7°19′W/51,916667 -7,316667, ze stratą 22 członków załogi) . Następnego dnia w odległości 12 Mm na zachód od latarni morskiej Trevose Head okręt zatrzymał i po ewakuacji załogi zatopił ogniem artyleryjskim zbudowany w 1873 roku francuski bark „President” o pojemności 354 BRT, transportujący 250 ton rudy żelaza z Saint-Malo do Swansea (na pozycji 50°31′N 5°21′W/50,516667 -5,350000) . 15 maja o godzinie 8:00 w odległości 15 Mm na zachód od Lizard Point U-Boot storpedował bez ostrzeżenia zbudowany w 1903 roku uzbrojony brytyjski parowiec „Polymnia” (2426 BRT), przewożący ładunek rudy żelaza i owoce z Huelvy do Wielkiej Brytanii. Statek zatonął na pozycji 49°54′N 5°34′W/49,900000 -5,566667, a na jego pokładzie zginęło osiem osób  .
7 czerwca w odległości 20 Mm na południowy wschód od Lizard Point UC-75 zatrzymał i po zejściu załogi zatopił z działa pokładowego zbudowany w 1909 roku brytyjski trzymasztowy szkuner ze stalowym kadłubem „Wilhelm” o pojemności 187 BRT, transportujący węgiel na trasie Glasgow – Lannion (na pozycji 49°46′N 4°46′W/49,766667 -4,766667)  . 11 czerwca w odległości 43 Mm na południowy zachód od Bishop Rock okręt storpedował bez ostrzeżenia zbudowany w 1896 roku uzbrojony brytyjski parowiec „Anglian” (5532 BRT), płynący z ładunkiem drobnicy z Bostonu do Londynu. Statek zatonął na pozycji 49°22′N 7°12′W/49,366667 -7,200000 ze stratą jednego załoganta  . Nazajutrz, nieopodal Queenstown, zatrzymał żaglowiec, który po zbliżeniu się do niego U-Boota otworzył ogień artyleryjski, uzyskując kilka niegroźnych dla okrętu podwodnego trafień. UC-75 zanurzył się i odpłynął, a jego niedoszłą ofiarą był brytyjski statek-pułapka HMS „Prize” . 18 czerwca na pozycji 50°00′N 8°30′W/50,000000 -8,500000 okręt storpedował i uszkodził zbudowany w 1913 roku brytyjski parowiec „Kathlamba” (6382 BRT), płynący z ładunkiem drobnicy z Melbourne do Londynu (obyło się bez strat w ludziach) . Następnego dnia UC-75 w odległości 33 Mm na południowy zachód od Bishop Rock storpedował bez ostrzeżenia i zatopił zbudowany w 1909 roku uzbrojony brytyjski parowiec „Kelso” o pojemności 1292 BRT, płynący z ładunkiem drobnicy z Porto do Londynu (nikt nie zginął)  . 20 czerwca U-Boot nieopodal latarni morskiej Portland Bill zatrzymał i po ewakuacji załóg zatopił ogniem pokładowej artylerii dwa żaglowce: zbudowany w 1862 roku brytyjski szkuner „Benita” (130 BRT), przewożący kamień z Cherbourga do Poole   oraz pochodzący z 1901 roku francuski szkuner „Bidartaise” (123 BRT), płynący pod balastem z Cherbourga do Swansea .
29 lipca na południowy wschód od Wicklow UC-75 zatopił zbudowany w 1903 roku francuski parowiec „Saint Marcouf” o pojemności 1117 BRT, płynący na trasie Firth of Clyde – Rouen (na pozycji 52°53′N 5°50′W/52,883333 -5,833333, nikt nie zginął) . 1 sierpnia u wybrzeży Waterford okręt storpedował bez ostrzeżenia i zatopił zbudowany w 1905 roku uzbrojony brytyjski parowiec pasażerski „Karina” (4222 BRT), przewożący pasażerów, olej palmowy i zboże (na pokładzie śmierć poniosło 11 osób)  . Dwa dni później w odległości 4 Mm na południe od St Mary’s U-Boot storpedował bez ostrzeżenia i zatopił zbudowany w 1917 roku uzbrojony brytyjski parowiec „Beechpark” o pojemności 4763 BRT, transportujący węgiel i koks z Newcastle upon Tyne do Port Saidu (na pozycji 49°51′N 6°17′W/49,850000 -6,283333, bez strat w ludziach)  . Tego dnia w odległości 20 Mm na południe od Start Point okręt stoczył pojedynek artyleryjski ze zbudowanym w 1892 roku brytyjskim statkiem-pułapką HMS „Mary B. Mitchell” (227 BRT), uszkadzając przeciwnika .
5 sierpnia SM UC-75 został przydzielony do Flotylli Flandria . 25 sierpnia u wybrzeży Wexford okręt storpedował bez ostrzeżenia i zatopił zbudowany w 1905 roku uzbrojony brytyjski parowiec „Cymrian” o pojemności 1014 BRT, płynący z Newport do Dublina (na pokładzie śmierć poniosło 10 osób)  . 29 sierpnia w odległości 16 Mm na południowy wschód od Ballycotton (Cork) U-Boot zatrzymał i zatopił za pomocą torpedy zbudowany w 1892 roku brytyjski czteromasztowy bark ze stalowym kadłubem „Cooroy” (2470 BRT), przewożący azotany z Tocopilli do Liverpoolu (zginęło siedem osób)  . Tego dnia na postawioną przez okręt podwodny w Kanale Świętego Jerzego minę wszedł zbudowany w 1917 roku uzbrojony brytyjski parowiec „Lynburn” o pojemności 587 BRT, płynący z Cork do Whitehaven (statek zatonął ze stratą ośmiu załogantów)  . 28 września na postawionej przez U-Boota nieopodal Holyhead minie doznał uszkodzeń zbudowany w 1893 roku brytyjski parowiec „William Middleton” (2543 BRT), płynący z ładunkiem siana z Dublina do Falmouth (na pokładzie zginęły dwie osoby) .
9 października w odległości 1,5 Mm na wschód od Drummore (Wigtownshire) okręt zatopił z działa pokładowego zbudowany w 1904 roku uzbrojony brytyjski parowiec „Main” (715 BRT), płynący pod balastem z Belfastu do Liverpoolu (w wyniku ostrzału na pokładzie zginęło 12 osób)  . Trzy dni później nieopodal Dublina UC-75 storpedował bez ostrzeżenia i zatopił zbudowany w 1898 roku uzbrojony brytyjski parowiec „W.M. Barkley” o pojemności 569 BRT, płynący z ładunkiem stoutu z Dublina do Liverpoolu (zginęły cztery osoby, w tym kapitan)  . 13 października w odległości 15 Mm na północny zachód od South Stack okręt storpedował bez ostrzeżenia i zatopił zbudowany w 1916 roku uzbrojony brytyjski parowiec „Eskmere” (2293 BRT), płynący pod balastem z Belfastu do Barry (śmierć poniosło 20 załogantów wraz z kapitanem)  . 19 października U-Boot na wschód od latarni morskiej Portland Bill storpedował bez ostrzeżenia i zatopił zbudowany w 1904 roku uzbrojony brytyjski parowiec „Hazelwood” o pojemności 3120 BRT, płynący z ładunkiem węgla z Newcastle upon Tyne. W wyniku ataku zginęła cała, licząca 32 osoby załoga statku  .
3 listopada na południe od wyspy Man UC-75 storpedował zbudowany w 1899 roku brytyjski parowiec pasażerski „Atlantian” o pojemności 9399 BRT, płynący z ładunkiem drobnicy z Galveston do Liverpoolu. W wyniku ataku statek został uszkodzony, a na jego pokładzie nikt nie zginął . Tego dnia na postawionej przez U-Boota w pobliżu Dublina minie zatonął zbudowany w 1910 roku brytyjski kuter HMD „Deliverer” (79 BRT), tracąc 10 członków załogi (na pozycji 53°21′N 5°57′W/53,350000 -5,950000) . 4 listopada na północny zachód od Girvan (na pozycji 55°20′N 5°10′W/55,333333 -5,166667) okręt zatopił w ataku torpedowym zbudowany w 1903 roku francuski parowiec „Longwy” (2315 BRT), płynący z Bilbao do Firth of Clyde. Zginęła cała załoga statku licząca 38 osób . 8 listopada na wschód od Skerries U-Boot zatrzymał i po ewakuacji załogi zatopił ogniem artyleryjskim zbudowany w 1890 roku brytyjski parowiec „The Marquis” (373 BRT), płynący z ładunkiem wapienia z Abergele do Ayr  .
1 grudnia w odległości 14 Mm na południowy wschód od latarni morskiej Royal Sovereign UC-75 storpedował bez ostrzeżenia i zatopił dwa uzbrojone brytyjskie parowce: zbudowany w 1917 roku „Euphorbia” o pojemności 3109 BRT, płynący z ładunkiem ryżu z Basejn do Londynu (zginęło 14 załogantów)   i pochodzący z 1889 roku „Rydal Hall” (3314 BRT), płynący z ładunkiem rudy manganu z Kalkuty do Dunkierki (śmierć poniosły 23 osoby)  . Trzy dni później w wyniku ataku torpedowego przeprowadzonego w Kanale Świętego Jerzego uszkodzeń doznał zbudowany w 1899 roku brytyjski parowiec „Milton” o pojemności 3267 BRT, płynący pod balastem z Manchesteru do Barry (zginął jeden marynarz) . 7 grudnia w zatoce Caernarvon U-Boot storpedował bez ostrzeżenia i zatopił zbudowany w 1909 roku uzbrojony brytyjski parowiec „Earl Of Elgin” o pojemności 4448 BRT, płynący pod balastem z Milford Haven do Dublina (na pokładzie zginęło 18 załogantów, w tym kapitan)  . 28 grudnia na postawione przez okręt podwodny miny weszły dwie brytyjskie jednostki: zbudowana w 1913 roku pilotówka „Alfred H. Read” (457 BRT), która zatonęła u ujścia rzeki Mersey ze stratą 39 załogantów   oraz pochodzący z 1906 roku uzbrojony parowiec „Chirripo” o pojemności 4050 BRT, płynący z ładunkiem drobnicy z Liverpoolu do Kingston, który zatonął na podejściu do portu w Belfaście (obyło się bez strat w ludziach)  .

### 1918 rok
3 stycznia 1918 roku na południe od wyspy Wight UC-75 storpedował i zatopił zbudowany w 1896 roku norweski parowiec „Asborg” o pojemności 2750 BRT, płynący z ładunkiem węgla i płyt stalowych z Newcastle upon Tyne do Livorno (na pozycji 50°31′N 1°16′W/50,516667 -1,266667, bez strat w ludziach) . Nazajutrz nieopodal Berry Head okręt zatrzymał i zatopił trzy brytyjskie żaglowe łodzie rybackie: „Day Spring” (39 BRT), „Gratitude” (40 BRT) i „Varuna” (40 BRT) . 5 stycznia 10 Mm na południowy wschód od latarni morskiej Portland Bill U-Boot storpedował bez ostrzeżenia i zatopił zbudowany w 1904 roku uzbrojony brytyjski parowiec „Iolanthe” o pojemności 3081 BRT, płynący z ładunkiem siana i samochodów ciężarowych z Firth of Clyde do St Helen’s Roads (na pozycji 50°28′N 2°12′W/50,466667 -2,200000, bez strat w ludziach)  . Następnego dnia w odległości 10 Mm od Start Point okręt uszkodził zbudowany w 1912 roku brytyjski zbiornikowiec „Arca” (4839 BRT), płynący na trasie Southampton – Devonport (obyło się bez strat w ludziach) . 7 stycznia UC-75 storpedował i zatopił w kanale La Manche dwa alianckie parowce: zbudowany w 1908 roku uzbrojony brytyjski „Gascony” o pojemności 3133 BRT, przewożący towary rządowe z Southampton do Calais (nikt nie zginął)   oraz pochodzący z 1895 roku francuski „Leon” (2401 BRT), płynący z Newcastle upon Tyne do Londynu (na pozycji 50°32′N 1°01′W/50,533333 -1,016667, ze stratą czterech załogantów) .
31 stycznia nowym dowódcą U-Boota został mianowany por. mar. Walter Schmitz, sprawujący wcześniej komendę nad UC-4 . 5 marca w odległości 5 Mm na południe od Wolf Rock (na pozycji 49°52′N 5°52′W/49,866667 -5,866667) okręt zatrzymał i zatopił zbudowaną w 1907 roku belgijską łódź rybacką „Edouard Marie” o pojemności 32 BRT . 9 marca nieopodal Barrow-in-Furness ten sam los spotkał brytyjską łódź rybacką „Marguerite” (10 BRT) . Następnego dnia UC-75 zatrzymał i zatopił dwie kolejne brytyjskie żaglowe łodzie rybackie: „Sunrise” (56 BRT) i „Wave” (47 BRT) . 13 marca w odległości 14 Mm na południe od latarni morskiej South Stack okręt zatopił w ataku torpedowym zbudowany w 1897 roku hiszpański parowiec „Arno Mendi” o pojemności 2827 BRT, płynący z ładunkiem rudy miedzi z Agua Amarga (Almería) do Ayr . Nazajutrz w Kanale Świętego Jerzego U-Boot storpedował bez ostrzeżenia i zatopił zbudowany w 1907 roku uzbrojony brytyjski parowiec „Tweed” o pojemności 1777 BRT, płynący z ładunkiem węgla z Firth of Clyde do Devonport (na pozycji 52°11′N 5°50′W/52,183333 -5,833333, bez strat w ludziach)  . 17 marca w odległości 33 Mm na południowy zachód od Eddystone Rocks okręt zatrzymał i po zejściu załogi zatopił zbudowany w 1877 roku kecz „Eliza Anne” o pojemności 36 BRT . Następnego dnia 10 Mm na północny zachód od latarni morskiej Portland Bill UC-75 przeprowadził atak torpedowy na zbudowany w 1914 roku brytyjski parowiec „Navigator” (3803 BRT), płynący z ładunkiem drobnicy z Middlesborough do Afryki Południowej. Statek został uszkodzony, a na jego pokładzie nikt nie zginął . 28 marca nieopodal Liverpoolu na postawionej przez U-Boota minie doznał uszkodzeń zbudowany w 1912 roku brytyjski parowiec „Dryden” o pojemności 5839 BRT, płynący z ładunkiem pszenicy i drobnicy z Buenos Aires do Liverpoolu (obyło się bez strat w ludziach) .
16 kwietnia w kanale La Manche U-Boot storpedował bez ostrzeżenia i zatopił zbudowany w 1913 roku uzbrojony brytyjski parowiec „Hungerford” o pojemności 5811 BRT, płynący pod balastem z Hawru do Nowego Jorku (na pozycji 50°33′N 0°35′W/50,550000 -0,583333, zginęło ośmiu członków załogi)  . Trzy dni później na tych wodach ten sam los spotkał zbudowany w 1917 roku uzbrojony brytyjski parowiec „War Helmet” (8184 BRT), płynący pod balastem z Londynu do Barry (nikt nie zginął)  .
12 maja 1918 roku na postawioną przez UC-75 24 sierpnia 1917 roku minę wszedł zbudowany w 1905 roku uzbrojony brytyjski parowiec „Benlawers” (3949 BRT), płynący z Liverpoolu do Barry. Statek został uszkodzony na pozycji 52°54′N 4°44′W/52,900000 -4,733333, a na jego pokładzie śmierć poniosło pięć osób . 29 maja nieopodal latarni morskiej Flamborough okręt podwodny zatopił w ataku torpedowym zbudowany w 1909 roku brytyjski uzbrojony trawler HMT „Dirk” (181 BRT), który zatonął na pozycji 54°08′N 0°11′E/54,133333 0,183333 ze stratą 20 członków załogi .
31 maja o godzinie 2:30, nieopodal latarni morskiej Flamborough, UC-75 w trakcie ataku na konwój został ostrzelany i staranowany przez brytyjski niszczyciel HMS „Fairy” (355 ton) . Okręt podwodny zatonął ze stratą 19 z liczącej w tym rejsie 25 osób załogi na pozycji 53°57′N 0°09′W/53,950000 -0,150000; ocalał ranny dowódca, który jednak w wyniku odniesionych ran zmarł po pobycie w niewoli 4 marca 1919 roku. W wyniku uszkodzeń odniesionych podczas taranowania zatonął również brytyjski niszczyciel (nikt nie zginął) .

### Podsumowanie działalności bojowej
SM UC-75 odbył 13 rejsów operacyjnych, w wyniku których zatonęło 57 statków o łącznej pojemności 82 943 BRT i dwa okręty o łącznej wyporności 1555 ton, a 10 statków o łącznej pojemności 40 447 BRT zostało uszkodzonych . Na pokładach zatopionych i uszkodzonych jednostek zginęło co najmniej 335 osób, w tym 39 na brytyjskiej pilotówce „Alfred H. Read”  . Pełne zestawienie zadanych przez niego strat przedstawia poniższa tabela :
| Data                 | Nazwa                  | Państwo            | Tonaż       | Los jednostki |
| -------------------- | ---------------------- | ------------------ | ----------- | ------------- |
| 25 marca 1917        | „Industria”            | Wielka Brytania    | 133         | zatopiony     |
| 25 marca 1917        | „Marshall”             | Norwegia           | 1123        | zatopiony     |
| 25 marca 1917        | „Median”               | Wielka Brytania    | 214         | zatopiony     |
| 25 marca 1917        | „Rosslyn”              | Wielka Brytania    | 113         | zatopiony     |
| 28 marca 1917        | „Expedient”            | Wielka Brytania    | 145         | zatopiony     |
| 29 marca 1917        | „Schaldis”             | Belgia             | 1241        | zatopiony     |
| 1 maja 1917          | „Alide”                | Republika Rosyjska | 175         | zatopiony     |
| 3 maja 1917          | „Carberry King”        | Wielka Brytania    | 31          | zatopiony     |
| 3 maja 1917          | „Eleanor”              | Wielka Brytania    | 31          | zatopiony     |
| 3 maja 1917          | „Fastnet”              | Wielka Brytania    | 31          | zatopiony     |
| 3 maja 1917          | „Hibernia”             | Wielka Brytania    | 21          | zatopiony     |
| 3 maja 1917          | „Lucky Lass”           | Wielka Brytania    | 10          | zatopiony     |
| 3 maja 1917          | „North Star”           | Wielka Brytania    | 15          | zatopiony     |
| 3 maja 1917          | „Sir Edward Birkbeck”  | Wielka Brytania    | 23          | zatopiony     |
| 4 maja 1917          | „Marie”                | Francja            | 133         | zatopiony     |
| 5 maja 1917          | HMS „Lavender”         | Royal Navy         | 1200        | zatopiony     |
| 6 maja 1917          | „President”            | Francja            | 354         | zatopiony     |
| 15 maja 1917         | „Polymnia”             | Wielka Brytania    | 2426        | zatopiony     |
| 7 czerwca 1917       | „Wilhelm”              | Wielka Brytania    | 187         | zatopiony     |
| 11 czerwca 1917      | „Anglian”              | Wielka Brytania    | 5532        | zatopiony     |
| 12 czerwca 1917      | HMS „Prize”            | Royal Navy         | 199         | uszkodzony    |
| 18 czerwca 1917      | „Kathlamba”            | Wielka Brytania    | 6382        | uszkodzony    |
| 19 czerwca 1917      | „Kelso”                | Wielka Brytania    | 1292        | zatopiony     |
| 20 czerwca 1917      | „Benita”               | Wielka Brytania    | 130         | zatopiony     |
| 20 czerwca 1917      | „Bidartaise”           | Francja            | 123         | zatopiony     |
| 29 lipca 1917        | „Saint Marcouf”        | Francja            | 1117        | zatopiony     |
| 1 sierpnia 1917      | „Karina”               | Wielka Brytania    | 4222        | zatopiony     |
| 3 sierpnia 1917      | HMS „Mary B. Mitchell” | Royal Navy         | 227         | uszkodzony    |
| 3 sierpnia 1917      | „Beechpark”            | Wielka Brytania    | 4763        | zatopiony     |
| 25 sierpnia 1917     | „Cymrian”              | Wielka Brytania    | 1014        | zatopiony     |
| 29 sierpnia 1917     | „Cooroy”               | Wielka Brytania    | 2470        | zatopiony     |
| 29 sierpnia 1917     | „Lynburn”              | Wielka Brytania    | 587         | zatopiony     |
| 28 września 1917     | „William Middleton”    | Wielka Brytania    | 2543        | uszkodzony    |
| 9 października 1917  | „Main”                 | Wielka Brytania    | 715         | zatopiony     |
| 12 października 1917 | „W.M. Barkley”         | Wielka Brytania    | 569         | zatopiony     |
| 13 października 1917 | „Eskmere”              | Wielka Brytania    | 2293        | zatopiony     |
| 19 października 1917 | „Hazelwood”            | Wielka Brytania    | 3120        | zatopiony     |
| 3 listopada 1917     | HMD „Deliverer”        | Royal Navy         | 79          | zatopiony     |
| 3 listopada 1917     | „Atlantian”            | Wielka Brytania    | 9399        | uszkodzony    |
| 4 listopada 1917     | „Longwy”               | Francja            | 2315        | zatopiony     |
| 8 listopada 1917     | „The Marquis”          | Wielka Brytania    | 373         | zatopiony     |
| 1 grudnia 1917       | „Euphorbia”            | Wielka Brytania    | 3109        | zatopiony     |
| 1 grudnia 1917       | „Rydal Hall”           | Wielka Brytania    | 3314        | zatopiony     |
| 4 grudnia 1917       | „Milton”               | Wielka Brytania    | 3267        | uszkodzony    |
| 7 grudnia 1917       | „Earl Of Elgin”        | Wielka Brytania    | 4448        | zatopiony     |
| 28 grudnia 1917      | „Alfred H. Read”       | Wielka Brytania    | 457         | zatopiony     |
| 28 grudnia 1917      | „Chirripo”             | Wielka Brytania    | 4050        | zatopiony     |
| 3 stycznia 1918      | „Asborg”               | Norwegia           | 2750        | zatopiony     |
| 4 stycznia 1918      | „Day Spring”           | Wielka Brytania    | 39          | zatopiony     |
| 4 stycznia 1918      | „Gratitude”            | Wielka Brytania    | 40          | zatopiony     |
| 4 stycznia 1918      | „Varuna”               | Wielka Brytania    | 40          | zatopiony     |
| 5 stycznia 1918      | „Iolanthe”             | Wielka Brytania    | 3081        | zatopiony     |
| 6 stycznia 1918      | „Arca”                 | Wielka Brytania    | 4839        | uszkodzony    |
| 7 stycznia 1918      | „Gascony”              | Wielka Brytania    | 3133        | zatopiony     |
| 7 stycznia 1918      | „Leon”                 | Francja            | 2401        | zatopiony     |
| 5 marca 1918         | „Edouard Marie”        | Belgia             | 32          | zatopiony     |
| 9 marca 1918         | „Marguerite”           | Wielka Brytania    | 10          | zatopiony     |
| 10 marca 1918        | „Sunrise”              | Wielka Brytania    | 56          | zatopiony     |
| 10 marca 1918        | „Wave”                 | Wielka Brytania    | 47          | zatopiony     |
| 13 marca 1918        | „Arno Mendi”           | Hiszpania          | 2827        | zatopiony     |
| 14 marca 1918        | „Tweed”                | Wielka Brytania    | 1777        | zatopiony     |
| 17 marca 1918        | „Eliza Anne”           | Wielka Brytania    | 36          | zatopiony     |
| 18 marca 1918        | „Navigator”            | Wielka Brytania    | 3803        | uszkodzony    |
| 28 marca 1918        | „Dryden”               | Wielka Brytania    | 5839        | uszkodzony    |
| 16 kwietnia 1918     | „Hungerford”           | Wielka Brytania    | 5811        | zatopiony     |
| 19 kwietnia 1918     | „War Helmet”           | Wielka Brytania    | 8184        | zatopiony     |
| 12 maja 1918         | „Benlawers”            | Wielka Brytania    | 3949        | uszkodzony    |
| 29 maja 1918         | HMT „Dirk”             | Royal Navy         | 181         | zatopiony     |
| 31 maja 1918         | HMS „Fairy”            | Royal Navy         | 355         | zatopiony     |
| RAZEM                | RAZEM                  | zatopione:         | zatopione:  | 59            |
| RAZEM                | RAZEM                  | uszkodzone:        | uszkodzone: | 10            |